# Chörten Kora
El chörten Kora es una estupa budista del siglo XVIII en las inmediaciones de Trashiyangtse, capital del distrito homónimo en Bután. Su estructura se inspiró en la estupa Boudhanath en Nepal.

## Historia
El lama Ngawang Loday fundó el monumento en honor a su tío, Jungshu Phesan, y para atajar la presencia de demonios en el valle alrededor del 1740; sus obras terminaron tras doce años. Tomó inspiración de la estupa Boudhanath en Katmandú, y como referencia el lama la esculpió en un rábano. Por este motivo las diferencias entre el chörten Kora y Boudhanath se deben a la distorsión del modelo, puesto que se encogió durante su viaje de regreso a Bután.
En un inicio, una gran piedra tallada hacía de pináculo (sertog) de la construcción, pero el lama Shacha Gyalpo buscó reemplazarla por una cúpula dorada. Los fieles afirman que, como no sabían la manera de derribar el pináculo, el religioso oró todo el día hasta que la roca descendió milagrosamente por la noche. Este antiguo pináculo todavía se conserva al costado de la estupa. La creencia dicta que para obtener buena suerte se debe circunvalar las mismas veces que el propio chörten.

## Festivales

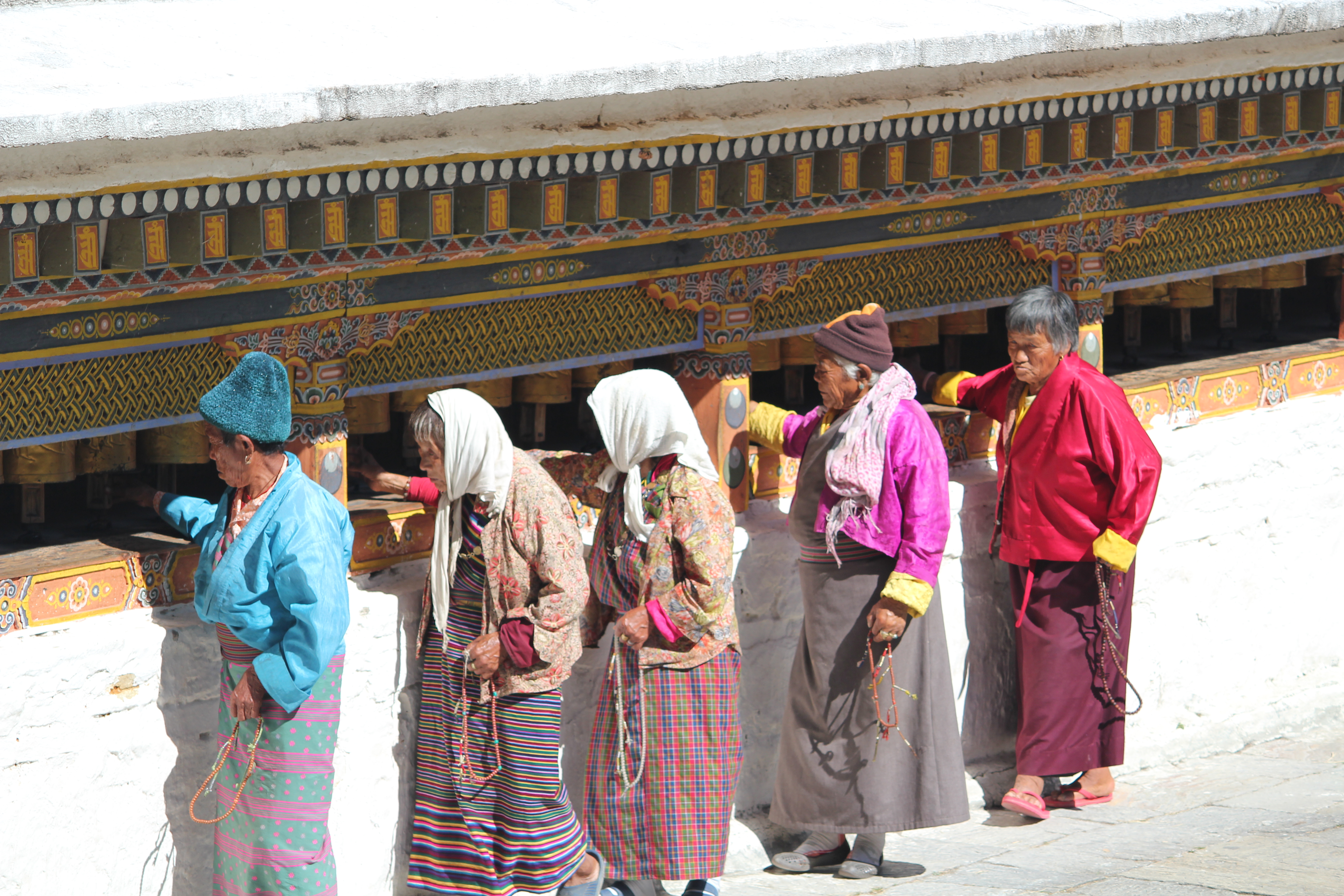
Un grupo de devotos circunvalando el chörten.

Una creencia local narra que una niña Dakini de ocho años se ofreció a enterrarse viva como ofrenda del pueblo dakpa de Tawang (en la actual Arunachal Pradesh). A raíz de este suceso, los dakpas celebran el Dakpa Kora, donde acuden a circunvalar el chörten el día 15 del primer mes del calendario lunar, tras tres días de peregrinaje. Los butaneses celebran el Drukpa Kora durante el 30 del mismo mes. En este evento los fieles que provienen de todo el este del país contemplan un thondrol (tapiz budista) y pueden concurrir los puestos que se instalan en las cercanías de la estupa. Un mes antes de la fiesta se blanquea todo el monumento gracias a los fondos de los cultivos de arroz cercanos.